# Nicán
Nicán är en ort i Mexiko.   Den ligger i kommunen Santiago Juxtlahuaca och delstaten Oaxaca, i den sydöstra delen av landet, 260 km söder om huvudstaden Mexico City. Nicán ligger 2 023 meter över havet och antalet invånare är 136.
Terrängen runt Nicán är kuperad åt nordväst, men åt sydost är den bergig. Runt Nicán är det ganska glesbefolkat, med 43 invånare per kvadratkilometer. Närmaste större samhälle är Santiago Juxtlahuaca, 5,7 km nordost om Nicán. I omgivningarna runt Nicán växer huvudsakligen savannskog.